# Seo Ji-yeon
Seu Ji-Yeon –en hangul, 서지연– (Seül, 3 de març de 1993) és una esportista sud-coreana que competeix en esgrima, especialista en la modalitat de sabre.
Va participar en dos Jocs Olímpics d'Estiu els anys 2016 i 2020, i hi va obtenir una medalla de bronze a Tòquio 2020 en la prova per equips.
Va guanyar una medalla de plata en el Campionat Mundial d'Esgrima de 2017 en la prova per equips.

## Palmarès internacional
| Jocs Olímpics     | Jocs Olímpics      | Jocs Olímpics | Jocs Olímpics    |
| Any               | Lloc               | Medalla       | Prova            |
| ----------------- | ------------------ | ------------- | ---------------- |
| 2020              | Tòquio (Japó)      | 3             | Sabre per equips |
| Campionat del món |                    |               |                  |
| Any               | Lloc               | Medalla       | Prova            |
| 2017              | Leipzig (Alemanya) | 2             | Sabre per equips |